# Замок Вак
Васса́льный за́мок Вак (нем. Vasallenburg Wack), ныне именуемый В́ао (эст. Vao vasallilinnus, Vao tornlinnus) — средневековый баронский донжон в восточной части Эстонии.

## История
Замок построен предположительно в XV веке, однако некоторые исследователи относят его ко второй половине XIV века. Первые письменные сведения о замке появляются в 1442 году. Своё название он получил по фамилии тогдашних владельцев (Wacke). До 1770—1780-х годов являлся центром окружавшего его имения (мызы). 
В течение нескольких столетий мыза принадлежала следующим дворянским семействам: Бремены, Будберги, Анрепы и Гельфрейхи. В 1744 году мызу приобрёл Эдлер фон Ренненкампф, и затем Ренненкапфы владели ею почти двести лет. Центральная часть мызы вместе с небольшим участком земли оставалась в их владении до переезда в Германию в 1939 году. До настоящего времени от мызы сохранилось несколько хозяйственных построек. В 1986 году замок был отреставрирован по инициативе правления колхоза «Вао».

## Описание замка
Замок состоит из трёхъярусной башни с подвалом и хозяйственных построек. Подвал и первый этаж башни перекрыты сводами, второй и третий имели деревянное перекрытие. Два нижних этажа имели сводчатые потолки. Второй этаж был представительским, третий жилым, а четвёртый служил для оборонительных целей. Второй этаж замка предназначался для работы. На третьем этаже сохранились туалет (данцкер), помещение для купаний, часовня и камин. На четвёртом этаже с каждой стороны было по три проёма без остекления и без решёток. В толще стены расположена межэтажная лестница. Размеры башни: прямоугольник в основании — 9,6×10,1 м, высота — 13,1 м, толщина стен — 1,3—2,4 м. Башня построена из местного известняка.
Интерьер замка выдержан в средневековом духе — в середине комнаты расположен стол со стульями, обитыми кабаньей кожей. На стенах и потолке установлены металлические лампы, окна украшены разноцветными витражами, которые созданы в 1998—2002 годах. На стенах верхнего этажа башни размещены картины художницы Эве Веэрмяэ.
Замок расположен на краю бывшего мызного парка. В 1998 году был внесён в Государственный регистр памятников культуры Эстонии как памятник архитектуры.

## Замок в кинематографе
В августе 2020 года в замке снимались кадры второй части кинотрилогии «Аптекарь Мельхиор» — фильма «Аптекарь Мельхиор. Призрак».

## Мыза
В 1770—1780-х годах центр мызы Вак (нем. Wack, Вао, эст. Vao mõis) был выстроен как небольшой комплекс в стиле барокко. Главное здание мызы представляло собой одноэтажный деревянный дом. Площадка перед ним была обрамлена амбаром (1774 г.) и каретником-конюшней (1783 г.), напротив него находилась сторожка, к которой шла дорога, ведущая на мызу со стороны посёлка Вяйке-Маарья. Остальные хозяйственные постройки располагались неподалеку.
Главное здание мызы сгорело в 1918 году, от него сохранились только подвальные помещения и заросший кустарником фундамент.